# St Olaf's Church (Balliasta)

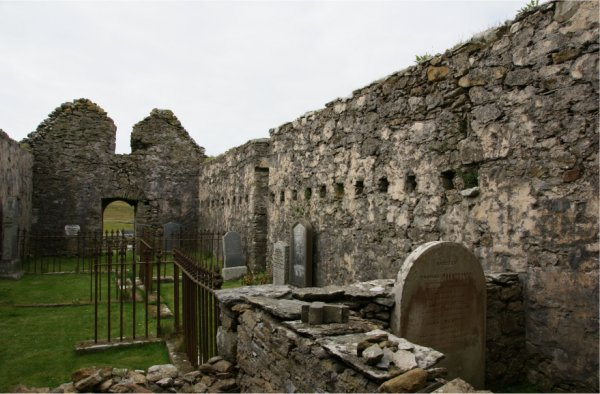
De binnenzijde van de ruïne. Aan de rechterzijde is de noordelijke muur zichtbaar met de openingen waarin vermoedelijk de balken van een balkon hebben gezeten.

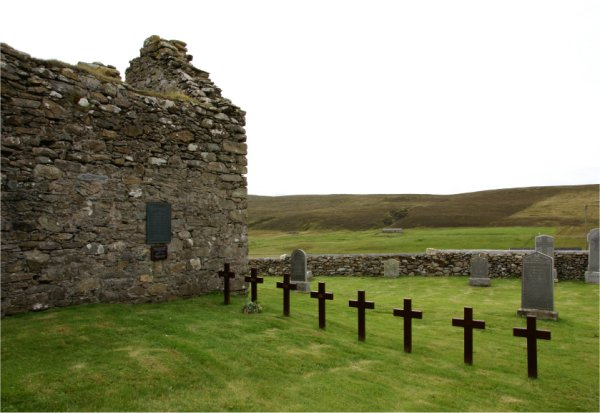
De graven van acht bemanningsleden van de D/S Hop.

St Olaf's Church, ook wel Baliasta Old Kirk genoemd, is een ruïne van een kerk gelegen bij het dorp Balliasta op het Shetlandse eiland Unst (Schotland).

## Bouw
Het gebouw is rechthoekig van vorm met een lengteas die oost-west georiënteerd is. Aan de oost- en westzijde bevinden zich de oorspronkelijke deuren. Midden in de noordmuur en op twee plekken in de zuidmuur zijn deuren uitgehouwen, nadat de kerk al tot ruïne was vervallen. Langs de binnenzijde van de noordmuur en het westelijk gedeelte van de zuidmuur bevinden zich gaten, welke suggereren dat er in het verleden binnenin een houten balkon heeft gezeten langs de gehele noord- en westzijde.

## Graven
In en om de kerk liggen verscheidene graven. Zo liggen er ook acht Noorse zeelieden begraven van het schip D/S Hop uit Bergen. Dit schip was onderweg van Bergen naar Middlesbrough en werd op 4 februari 1940 tijdens de Tweede Wereldoorlog door de Duitse onderzeeër U-37 getorpedeerd. De reddingsboot verging bij Muness. De lichamen van vijftien bemanningsleden spoelden aan op Shetland, twee bleven vermist. Ze werden begraven bij deze kerk (8), op het kerkhof van Easting op Unst (3), op Fetlar (3) en bij Lunna Kirk (1).